# Friedrich Ludwig Fülleborn
Friedrich Ludwig Fülleborn (* 13. März 1791 in Groß-Glogau; † 28. Januar 1858 in Berlin) war ein preußischer Jurist und naturphilosophischer Schriftsteller.

## Leben
Der Vater von Friedrich Ludwig Fülleborn war Oberlandesgerichts-Direktor in Groß-Glogau. Der als Professor der klassischen Sprachen am Elisabet-Gymnasium zu Breslau wirkende Philologe und Philosoph der deutschen Spätaufklärung Georg Gustav Fülleborn war sein Onkel. Friedrich Ludwig Fülleborn studierte von 1808 bis 1811 an der Brandenburgischen Universität Frankfurt in Frankfurt an der Oder Rechtswissenschaften, wurde 1816 in Marienwerder Oberlandesgerichts-Assessor und 1818 zum Rat ernannt. Im Jahr 1825 wurde er als Mitglied der Gesetz-Revisions-Kommission nach Berlin berufen, war ab 1827 Vizepräsident beim Oberlandesgericht in Magdeburg und wurde 1833 Chefpräsident des Appellationsgericht Marienwerder. 1854 ging er in den Ruhestand, zog nach Berlin zu seiner Familie, wurde Freimaurer und betätigte sich als Schriftsteller im Bereich der freien Religionswissenschaften und der Naturphilosophie.
Am 1. Januar 1852 wurde Friedrich Ludwig Fülleborn unter der Präsidentschaft von Christian Gottfried Daniel Nees von Esenbeck mit dem akademischen Beinamen Röschlaub unter der Matrikel-Nr. 1636 als Mitglied in die Deutsche Akademie der Naturforscher Leopoldina aufgenommen.
Friedrich Ludwig Fülleborn wurde vom König von Preußen mit dem Roten Adlerorden 2. Klasse mit Stern und Eichenlaub ausgezeichnet, war Ehrenbürger von Marienwerder und wurde von der Albertus-Universität Königsberg zum Ehrendoktor der Rechte ernannt.

## Schriften
- Materialien zu einer Grundwissenschaft. Heymann, Berlin 1845 (Digitalisat)
- Zwei Abhandlungen: 1. Der Einheitstrieb als die organische Quelle aller Kräfte der Natur. 2. Das Positive der von dem Kirchenglauben gesonderten, christlichen Religion, durch die Einheitslehre anschaulicher gemacht. Nebst, einer die Einheitslehre als Wissenschaft begründenden Einleitung. Brockhaus, Leipzig 1846 (Digitalisat)
- Vorarbeiten zu einer Theorie der Einheitslehre als Grundwissenschaft. Heymann, Berlin 1848 (Digitalisat)
- Was ist Philosophie? Ein populärer Vortrag, gehalten in der literarischen Gesellschaft zu Marienwerder am 13. März 1848. Baumann, Marienwerder 1849 (Digitalisat)
- Das Uebereinstimmende und Abweichende der Grundregeln der Chemie und Logik aus der Einheitslehre, als Grundwissenschaft entwickelt. Heymann, Berlin 1850 (Digitalisat)
- Die Naturgeschichte der Liebe. Ein Vortrag, gehalten in der literarischen Gesellschaft zu Marienwerder am 10. December 1850. Baumann, Marienwerder 1851 (Digitalisat)
- Die wissenschaftliche Grundlage der Medicin. Heymann, Berlin 1852 (Digitalisat)
- Kleine Schriften in Beziehung auf die Einheitslehre als Grundwissenschaft. Schneider, Berlin 1855 (Digitalisat)
- Was ist der zweck unsers sogenannten irdischen Daseins? Eine auf die Wirklichkeit und die mit ihr lediglich übereinstimmende Christusreligion gegründete Erörterung. Wagner, Berlin 1857 (Digitalisat)
- Der Schlusssatz in Kants Schrift "Zum ewigen Frieden". Wagner, Berlin 1858 (Digitalisat)